# Национальный парк Родна
Национальный парк Родна (рум. Parcul Naţional Rodna) — природоохранная зона (национальный парк категории II МСОП), расположенная в Румынии на территории жудецов Бистрица-Нэсэуд, Марамуреш, Сучава.

## Расположение
Национальный парк расположен в Северной Румынии, в горах Родна, которые являются частью Восточных Карпат.

## Описание
Национальный парк Родна площадью 46599 га был объявлен охраняемой природной территорией законом номер 5 от 6 марта 2000 (опубликован в государственной газете Monitorul Oficial в 152 номере от 12 апреля 2000). Представляет собой горную территорию с кряжами, горными вершинами, карами, ледниковыми трещинами, пещерами, моренами, родниками, долинами, лесами и пастбищами. Отличается разнообразной флорой и фауной. Некоторые из видов защищаются законом.
Природные заповедники, входящие в состав парка: Poiana cu narcise de pe Masivul Saca (5 га), Ineu-Lala (2,568 га) и Izvoarele Mihăiesei (50 га) в жудеце Бистрица-Нэсэуд; Izvorul Bătrâna (0,50 га), Pietrosu Mare (3,3 га) и Piatra Rea (409 га) в жудеце Марамуреш; и Bila-Lala (325,1 га) в жудеце Сучава.